# (1468) Zomba
(1468) Zomba es un asteroide que cruza la órbita de Marte orbitando alrededor del Sol una vez cada 3,26 años. Con un diámetro de 13 km aproximadamente es uno de los mayores asteroides que cruza la órbita de Marte. Su nombre hace referencia a una importante ciudad en Nyasalandia.
Fue descubierto el 23 de julio de 1938 por Cyril V. Jackson desde el Observatorio Union, en Johannesburgo, Sudáfrica.